# بيل فارمر (دبلوماسي)
بيل فارمر (بالإنجليزية: Bill Farmer)‏ هو دبلوماسي أسترالي، ولد في 10 يونيو 1947.